# Egedal (općina)
Egedal je općina u danskoj regiji Hovedstaden.

## Zemljopis
Općina se nalazi u središnjem dijelu otoka Zelanda, prositire se na 125,79 km2.

## Stanovništvo
Prema podacima o broju stanovnika iz 2010. godine općina je imala 	41.513 stanovnika, dok je prosječna gustoća naseljenosti 330,02 stan/km2. Središte općine je grad Stenløse.

### Naselja
| Veća naselja u općini |                   |                   |
| Br.                   | Naselje           | Stanovnika (2010) |
| 1.                    | Ølstykke-Stenløse | 20.648            |
| 2.                    | Smørumnedre       | 9.343             |
| 3.                    | Ganløse           | 2.908             |
| 4.                    | Veksø             | 1.891             |
| 5.                    | Slagslunde        | 934               |
| 6.                    | Ledøje            | 767               |
| 7.                    | Tangbjerg         | 607               |
| 8.                    | Buresø            | 559               |
| 9.                    | Søsum             | 304               |

## Vanjske poveznice
- Službena stranica općine